# 甲基膦酰二氟
甲基膦酰二氟（DF），又称EA-1251或difluoro，是一种化学武器前体，化学式为CH3POF2。它在《禁止化学武器公约》中列为一类物质。它可以作为二元化学武器的组分用来生产沙林和梭曼。一个例子是M687炮弹；甲基膦酰二氟与异丙醇和异丙胺的混合物一同使用，产生沙林。

## 制备
甲基膦酰二氯与氟化氢或氟化钠反应，生成甲基膦酰二氟。

## 安全性
甲基膦酰二氟活泼且具腐蚀性。它会通过皮肤吸收至体内，导致烧伤和轻微的神经性毒剂效果。它会与水反应生成氟化氢气体和甲基膦酸。它也可以腐蚀玻璃。